# Vodočet

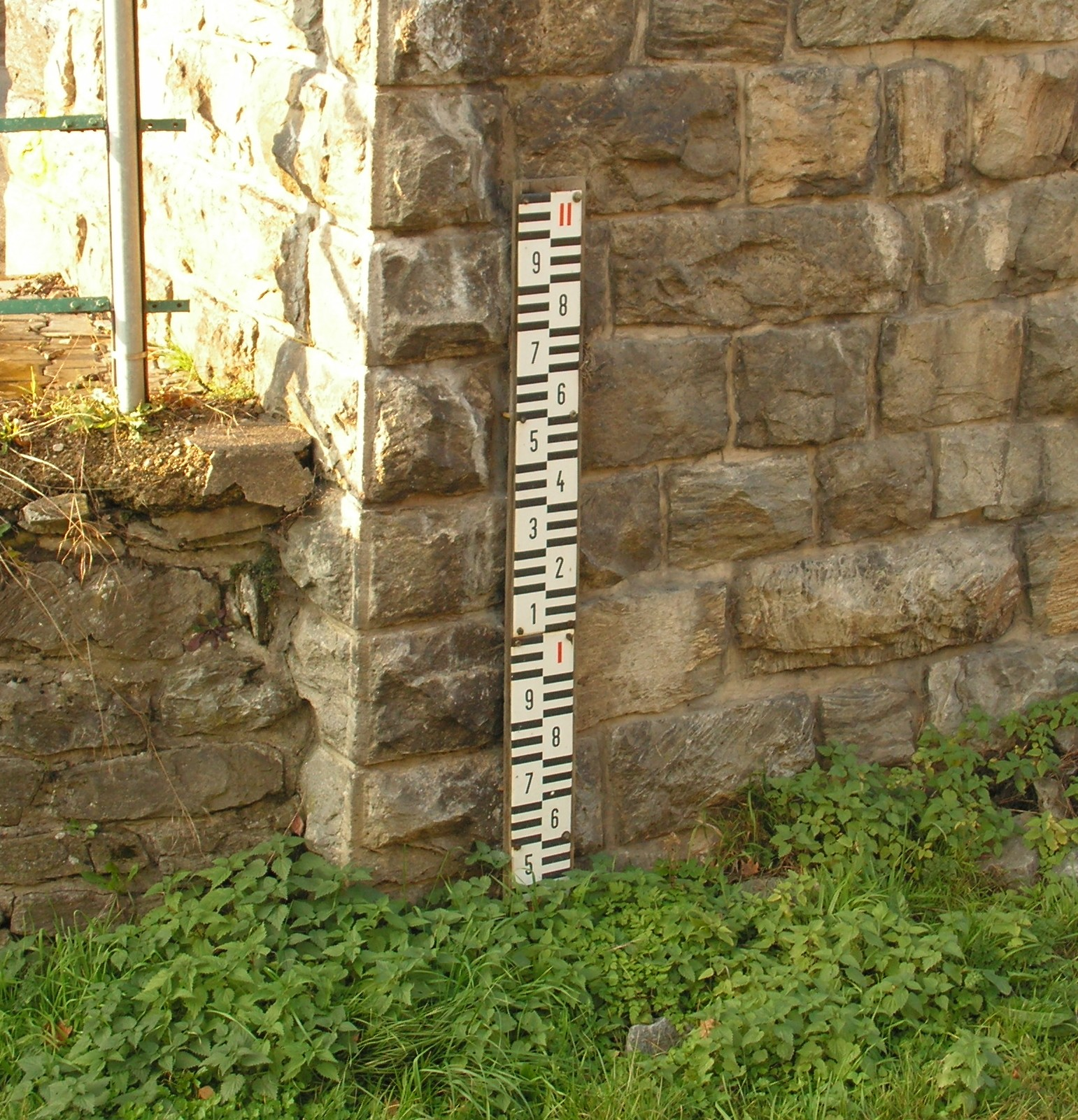
Svislý vodočet na Olešenském potoce v Ledči nad Sázavou

Vodočet je základním vybavením každé vodočetné či limnigrafické stanice. Vodočet nebo též vodočetná lať je poměrně jednoduché zařízení opatřené stupnicí, které slouží ke sledování vodních stavů na vodních tocích a nádržích.
Vodočetná lať bývá vyrobena ze smaltovaného plechu, nebo plastu a je opatřena stupnicí. Základní dílky mají vždy délku resp. výšku 2 cm vodního stavu, arabskými číslicemi jsou vyznačeny decimetry a červenými římskými číslicemi metry. Podle umístění rozlišujeme vodočty na svislé, šikmé a kombinované. Umisťují se na opevněné břehy, nábřežní zdi, mostní pilíře a pod. vždy tak, aby byly pokud možno chráněny před poškozením splávím či ledochodem.
Vodočet musí být umístěn tak, aby nula vodočtu byla vždy pod úrovní hladiny za minimálního možného průtoku. Nula musí být zanivelována a vztažena k nadmořské výšce, aby bylo možné vodočet případně obnovit. Podobně musí vodočet dovolovat odečet vodního stavu i v případě extrémních povodňových průtoků.
Podle údajů vodočtu se kontrolují údaje limnigrafu, který se podle vodočtu případně též seřizuje.
Podrobněji viz např. ,,.